# Puffless
«Puffless» (укр. «Без димку») — третя серія двадцять сьомого сезону мультсеріалу «Сімпсони», прем'єра якої відбулась 11 жовтня 2015 року у США на телеканалі «Fox».

## Сюжет
Мардж повідомляє сім'ї, що потрібно зібратися на святкування восьмидесятиріччя її матері. У будинку Жаклін Був'є під час перегляду слайдів, на яких зображено батька Мардж, Кленсі, розкриває справжню причину його смерті, якої не знали Мардж, Патті і Сельма. Кленсі помер від раку легенів, а Жаклін не зупиняла куріння Патті та Сельми, оскільки вважала, що це робить їх здоровими. Це одкровення шокує сестер. Вони вирішують раз і назавжди кинути палити і спалити всі свої сигарети, що, на жаль, призводить до того, що будинок Жаклін згорів.
Повернувшись додому, ввечері Меґґі товаришує з білкою. Тваринка виводить дівчинку на дах будинку і знайомить її з іншими тваринами, такими як сова, опосум та папуга Кнурмена.
На роботі Патті розуміє, як їй важко кинути палити після багатьох років залежності, на відміну від Сельми, на яку не впливає раптова відмова від звички. Виявивши у себе симптоми інсульту, Патті вирішує проконсультуватися з доктором Гіббертом. У лікарні Патті виявляє, що Сельма не витримала вже через десять хвилин після відмови від куріння. Вона злиться і вступає в бійку із Сельмою, що призводить до того, що Патті ненадовго переїжджає до будинку Сімпсонів.
Тим часом під час ігор Меґґі з тваринами, Клітус захоплює опосума собі на вечерю. Він ставить тварину під нагляд своєї собаки.
Гомер не хоче, щоб Патті жила з ними, і швидко дратується через її присутність. Тим часом у квартирі Сельма має важкий вибір: кинути палити і помиритися з Патті або продовжити палити і втратити повагу сестри. Вона вирішує кинути палити, і вони примиряються.
Патті та Сельма повертаються до своєї квартири і, відсутність сигаретного диму, швидко помічають шкідливі запахи у маленькій квартирі. Вони швидко починають курити знову, щоб приховати запахи, хоча не впевнені, чи буде це щасливим кінцем…
Наприкінці серії Меґґі разом з тваринами (і Свин-павуком) складають план боротьби проти Спаклерів. Врешті решт, вони перемагають у бою та звільняють друга-опосума.

## Цікаві факти і культурні відсилання
- У серії двічі ламається четверта стіна:
  - Під час «коментування» плану, з'являються довгі субтитри до короткого звуку соски Меґґі. Вони закінчуються реченням: «If you've read all of this, congratulations, you're a genius!» (укр. «Якщо Ви це прочитали, вітаю — Ви — геній!»).
  - Гомер називає причину, чому Патті не може ночувати на їхньому дивані: «…там усі диванні жарти», після чого показано кадр зі сцени на дивані серії.

## Ставлення критиків і глядачів
Під час прем'єри серію переглянули 3,31 млн осіб з рейтингом 1.5, що зробило її найпопулярнішим шоу на каналі «Fox» тієї ночі.
Денніс Перкінс з «The A.V. Club» дав серії оцінку C, сказавши, що «це рівно половина серії, яка прагне розповісти історію на основі персонажів. Це крутий пагорб, на який можна піднятися за будь-яких обставин, але особливо, коли ми намагаємось змусити себе задуматись про двох однотипних персонажів, таких як Патті та Сельма».
Згідно з голосуванням на сайті The NoHomers Club більшість фанатів оцінили серію на 4/5 із середньою оцінкою 3,7/5.